# Térence Atmane
Térence Atmane (* 9. Januar 2002 in Saint-Martin-Boulogne) ist ein französischer Tennisspieler.

## Persönliches
Atmane hat laut eigenen Aussagen einen IQ von 158. Zudem soll er eine der größten Pokémonkartensammlungen Frankreichs haben.

## Karriere
Atmane spielte zwischen 2016 und 2020 auf der ITF Junior Tour. Zweimal spielte er ein Grand-Slam-Turnier der Junioren. Im Einzel überstand er dabei 2020 zweimal die erste Runde im Einzel, während er im Doppel bei den French Open das Viertelfinale als bestes Resultat vorweist. Der Finaleinzug im Einzel und Doppel beim JA Kapstadt war während seiner Zeit als Junior sein bestes Resultat. In der Junioren-Rangliste erreichte er mit Platz 20 im Januar 2020 seine höchste Notierung. 
Sein erstes Profiturnier auf der drittklassigen ITF Future Tour spielte Atmane bereits 2019, als er erste Punkte für die Weltrangliste sammelte. 2021 zog er mit dem erstmaligen Einzug ins Halbfinale eines Futures in die Top 1000 ein. Durch drei Finaleinzüge spielte er sich bis Mitte 2022 an die Top 500 heran. Die ersten zwei Titel brachten ihn im September 2022 das erste Mal in Reichweite von Turnieren der ATP Challenger Tour. Bei seinem zweiten Hauptfeldeinzug in Cassis gewann er auf diesem Niveau sein erstes Match gegen Matheus Pucinelli de Almeida. Bis Ende des Jahres stand Atmane dank zwei weiterer Futures-Titel auf Platz 303. Im Januar 2023 zog Atmane zweimal in Challenger-Viertelfinals ein. Mit seinem fünften Futuretitel schaffte er die Grundlage, fortan nicht mehr bei der Qualifikation von Challengers antreten zu müssen. Nach etlichen Niederlagen in Viertelfinals nutzte der Franzose das Turnier in Pozoblanco, um das erste Halbfinale zu erspielen, wo er gegen Juan Pablo Ficovich verlor. In der Folgewoche unterlag er an gleicher Stelle gegen Antoine Escoffier in Segovia. Bei den Turnieren im Spätsommer in Fernost schaffte Atmane den Durchbruch. Sowohl im Finale von Zhangjiagang gegen Mikalaj Haljak als auch im Endspiel von Guangzhou gegen Marc Polmans behielt er die Überhand. In der ersten Runde von Zhangjiagang musste er dabei gegen Sun Fajing sechs Matchbälle abwehren. Mit einem Platz in den Top 150 befand er sich so in Schlagweite zu den Turnieren der ATP Tour. In Zhuhai spielte er das erste Mal in Hauptfeld eines ATP-Events und unterlag dort Yoshihito Nishioka. Für mehr Aufsehen sorgte sein zweites dieser Turniere. Nach erfolgreicher Qualifikation für das Masters in Shanghai schlug er im Hauptfeld die Nummer 62 Jordan Thompson. In der zweiten Runde unterlag er Nicolás Jarry. Kurz vor Saisonende verlor er zum Auftakt bei seinem dritten Tour-Event in Sofia gegen Márton Fucsovics.

## Erfolge
| Legende (Anzahl der Siege) |
| Grand Slam                 |
| ATP Finals                 |
| ATP Tour Masters 1000      |
| ATP Tour 500               |
| ATP Tour 250               |
| ATP Challenger Tour (4)    |

### Einzel

#### Turniersiege
| Nr. | Datum              | Turnier       | Belag     | Finalgegner        | Ergebnis       |
| --- | ------------------ | ------------- | --------- | ------------------ | -------------- |
| 1.  | 3. September 2023  | Zhangjiagang  | Hartplatz | Mikalaj Haljak     | 6:1, 6:2       |
| 2.  | 16. September 2023 | Guangzhou (1) | Hartplatz | Marc Polmans       | 4:6, 7:67, 6:4 |
| 3.  | 20. April 2025     | Busan         | Hartplatz | Adam Walton        | 6:3, 6:4       |
| 4.  | 4. Mai 2025        | Guangzhou (2) | Hartplatz | Tristan Schoolkate | 6:3, 7:64      |